# Салалаху алејхи ве селем
Салалаху алејхи ве селем (арап. صلى الله عليه وسلم) је изрека коју муслимани често изговарају након спомињања Божијег посланика Мухамеда. У арапском језику, а и у српском језику, се ово салутирање назива Салават.
Шиитски муслимани, као и део босанских, често изговарају ову изреку мало другачије, као Алејхи селам. Такође се и у литератури босанских муслимана често може сусрети употреба и ове друге фразе. 
У преводу са арапског, ова изрека значи: „Нека је Алахова милост и мир на њега“.
Често се у литератури сусрећу краћи облици, као што су: с.а.в.с (s.a.w.s) или а.с. 

## Обавеза
Муслимани сматрају да је доношење Салавата обавезно за све посланике који се спомињу у Курану, јер је тако наложено у Курану, и Хадисима, а посебно доносе салавате на Мухамеда, јер је он рекао према Хадису:
| „ | Ко донесе салават на мене, Алах ће донети десет на њега. | ” |